# Espero (Zeitschrift)
espero ist eine Publikation für libertäre Gesellschafts- und Wirtschaftsordnung, erschien seit März 1994 mindestens viermal im Jahr und seit Januar 2020 zweimal im Jahr. In der Tradition von Max Stirner, John Henry Mackay und Kurt Zube versteht sich espero als Plattform des Individualanarchismus und setzt sich für eine undogmatische und herrschaftslose Gesellschaft ein.

## Gründung
Hervorgegangen ist das Forum für libertäres Gedankengut aus der Broschürenreihe Lernziel Anarchie (redigiert von Uwe Timm) und Zur Sache (redigiert von Kurt Zube) der früheren Mackay-Gesellschaft. Espero wurde von Jochen Knoblauch und Uwe Timm gegründet. Die Zeitschrift sah sich als nonkonformistische Publikation und wollte Diskussionsspielraum für alle Leser und Mitwirkenden bieten, die unterschiedliche Meinungen tolerieren und ihre eigenen Anschauungen kompetent und sachlich zu vertreten suchen. espero hatte eine kooperierende Redaktion in Australien, geleitet von John (Jörn) Zube, dem Sohn Kurt Zubes.

## Inhalt
Espero bedeutet „Ich hoffe“. Auf dieser Hoffnung aufbauend veröffentlichte diese alternative Zeitschrift kontroverse Diskussionen über die Themen libertäre Gesellschafts- und Wirtschaftsordnung, über Staat und Politik, über die verschiedenen Herrschaftsformen und Herrschaftslosigkeit sowie alternative Formen des Zusammenlebens auf freiwilliger Basis. „Die in espero gegebenen Antworten und Anregungen zum Aufbau einer neuen Gesellschaftsform sind nur dann zu verstehen, wenn man den Blickwinkel ändert, will sagen: die politischen Einrichtungen schlicht als Dienstleistungseinrichtungen und den Bürger als souveräner Verbraucher…“ sieht. Mit ihrem Plädoyer möchte die Zeitschrift gewaltlose Wege diskutieren die zu einer „staatsfreien Bürgergesellschaft“ führen könnten.

## Themenausgaben und Autoren
Auswahl: Nr. 1, „Max Stirners Egoismus“; Nr. 3, „Der arbeitsfreie Mittwoch. Für eine planetare Alternative“; Nr. 4, „Was ist eigentlich Faschismus“; Nr. 8, „Die Ideenwelt des Anarchismus“; Nr. 9, „Das Gespenst des Individualismus“; Nr. 10, „Kein Landesverrat – Die Verfassung besitzt keine Autorität“. Nr. 73, „Freiheit für Alternativen“, „Zum 150 Geburtstag von Silvio Gesell“, „Verbieten verboten. Über die Angst vor dem gesprochenen Wort.“ Die letzte Ausgabe erschien mit der Nr. 74 im Dezember 2012.
Autoren: Tristan Abromeit, Peter Bernhardi, Stefan Blankertz, Uwe Brodrecht, Isolde Brückner, Christian Butterbach, Helmut Creutz, Hans Jürgen Degen, Jörg Gude, Dietrich Eckhardt, Klaus Falke, Paul Jordens, Hubert Kennedy, Karl August Hansen, Markus Henning, Jochen Knoblauch, Jan Koch, André F. Lichtschlag, Wilfried Meyer, Thomas Müller, Musbe, p.m., Uwe Mischke, Werner Petschko, Harry Rosina, Rolf Raasch, Raimund Samsun, Jochen Schmück, Klaus Schnitt, Sabine Schulz, Gerhard Senft, Reinhold Straub, Andre Siegenthaler, Uwe Timm, John Zube und andere.

## Einstellung und Neubeginn
Mit der Nr. 77 vom September 2013 stellte espero das Erscheinen ein. Im Januar 2020 veröffentlichte ein Redaktionsteam, bestehend aus Markus Henning, Jochen Knoblauch. Rolf Raasch und Jochen Schmück, unter dem Titel espero – Neue Folge die 96-seitige Nullnummer einer Weiterführung der Zeitschrift als Diskussionsforum für einen offenen Anarchismus ohne Adjektive, zunächst nur im Internet abrufbar. Sie erscheint halbjährlich als E-Zine im PDF-Format, die kostenlos auf der Homepage heruntergeladen oder auch per E-Mail abonniert werden kann und bei genügender Abonnentenzahl auch wieder gedruckt erscheint.